# Iván Cambar
Iván Cambar Rodríguez (ur. 29 grudnia 1983 w Bartolomé Masó) – kubański sztangista, brązowy medalista olimpijski.
Brązowy medalista igrzysk olimpijskich w Londynie w 2012 r., dwukrotny mistrz igrzysk panamerykańskich (2007, 2011).

## Osiągnięcia
| Rok  | Zawody                                | Miasto              | Miejsce | Kategoria | Wynik  |
| ---- | ------------------------------------- | ------------------- | ------- | --------- | ------ |
| 2006 | Igrzyska Ameryki Środkowej i Karaibów | Cartagena de Indias | 2       | do 77 kg  | 336 kg |
| 2007 | Igrzyska panamerykańskie              | Rio de Janeiro      | 1       | do 77 kg  | 350 kg |
| 2008 | Mistrzostwa panamerykańskie           | Callao              | 2       | do 77 kg  | 341 kg |
| 2008 | Igrzyska olimpijskie                  | Pekin               | 6       | do 77 kg  | 353 kg |
| 2010 | Mistrzostwa panamerykańskie           | Gwatemala           | 3       | do 77 kg  | 312 kg |
| 2011 | Igrzyska panamerykańskie              | Guadalajara         | 1       | do 77 kg  | 338 kg |
| 2012 | Igrzyska olimpijskie                  | Londyn              | 3       | do 77 kg  | 349 kg |